# سدریک باربوسا
سدریک باربوسا (انگلیسی: Cédric Barbosa؛ زادهٔ ۶ مارس ۱۹۷۶) بازیکن فوتبال اهل فرانسه است.
از باشگاه‌هایی که در آن بازی کرده‌است می‌توان به باشگاه فوتبال رن، باشگاه فوتبال تروا، باشگاه ورزشی مون‌پلیه، و باشگاه فوتبال متس اشاره کرد.